# Bowling tại Đại hội Thể thao Đông Nam Á 1991
Bowling tại Đại hội Thể thao Đông Nam Á năm 1991 diễn ra từ 26 tháng 11 đến 2 tháng 12 năm 1991 tại Green Valley Country Club, Manila, Philippines.  Chương trình thi đấu có 10 nội dung bao gồm các nội dung cá nhân (singles), đôi (doubles), bộ ba (trios), đồng đội năm người (team of five), tổng điểm cá nhân (all‑events) — cả ở nội dung nam và nữ.

## Bảng huy chương
| Hạng               | Đoàn               | Vàng | Bạc | Đồng | Tổng số |
| ------------------ | ------------------ | ---- | --- | ---- | ------- |
| 1                  | Philippines (PHI)  | 3    | 7   | 3    | 13      |
| 2                  | Thái Lan (THA)     | 3    | 0   | 1    | 4       |
| 3                  | Malaysia (MAS)     | 2    | 1   | 3    | 6       |
| 4                  | Singapore (SIN)    | 1    | 2   | 1    | 4       |
| 5                  | Indonesia (INA)    | 1    | 0   | 2    | 3       |
| Tổng số (5 đơn vị) | Tổng số (5 đơn vị) | 10   | 10  | 10   | 30      |

## Tóm tắt kết quả

### Nam
| Nội dung          | Vàng                               | Vàng      | Bạc                                       | Bạc   | Đồng                        | Đồng  |
| ----------------- | ---------------------------------- | --------- | ----------------------------------------- | ----- | --------------------------- | ----- |
| Đơn               | Paeng Nepomuceno                   | 1.269     | Norman Gonzalez                           | 1.265 | Bunsong Numthuan            | 1.247 |
| Đôi               | George Fernandez Norman Gonzales   | 2.529 pts | Paeng Nepomuceno Paulo Valdez             | 2.507 | Ramli Bahroom Raymond Siew  | 2.459 |
| Nhóm 3 người      | Jimmy Lee Ng Siew Hup Raymond Siew | 3.659 pts | Paeng Nepomuceno Paulo Valdez Jins Sablan | 3.601 | Jack Wong Ronnie Ng Sam Goh | 3.464 |
| Nhóm 5 người      | Thái Lan                           | 5.974 pts | Singapore                                 | 5.750 | Philippines                 | 5.727 |
| Cá nhân tổng điểm | Paulo Valdez                       | 4.978 pts | Paeng Nepomuceno                          | 4.909 | Norman Gonzales             | 4.867 |

### Nữ
| Nội dung          | Vàng                   | Vàng      | Bạc                      | Bạc   | Đồng                       | Đồng  |
| ----------------- | ---------------------- | --------- | ------------------------ | ----- | -------------------------- | ----- |
| Đơn               | Poppy Tambis           | 1.185 pts | Shirley Chow             | 1.176 | Doris Koo                  | 1.139 |
| Đôi               | Lisa Kwan Shirley Chow | 2.411 pts | Bong Coo Arianne Cerdeña | 2.311 | Lisa Fernandes Cathy Solis | 2.280 |
| Nhóm 3 người      | Thái Lan               | 3.370 pts | Singapore                | 3.342 | Indonesia                  | 3.250 |
| Nhóm 5 người      | Singapore              | 5.326 pts | Philippines              | 5.262 | Indonesia                  | 5.248 |
| Cá nhân tổng điểm | Pranee Kitipongpithaya | 4.478 pts | Arianne Cerdeña          | 4.479 | Lisa Kwan                  | 4.455 |